# Візит Павла Скоропадського до Німеччини
Візит Павла Скоропадського до Німеччини відбувся 4–16 вересня 1918 року. Під час візиту гетьман України зустрівся з німецьким імператором Вільгельмом II. Причиною візиту було те, що гетьманська делегація, відправлена до Берліна 17 серпня 1918 року, не змогла домовитися з Німецькою імперією щодо всіх питань переговорів.
Головними темами переговорів були економічні питання та кримська, бессарабська, холмська і донська проблеми, створення боєздатного українського війська. Під час візиту гетьман Павло Скоропадський здійснив подорож Німеччиною, відвідавши Берлін, Потсдам, Кельн, Кассель, Кіль, Спа, Ганновер та Ессен.
Внаслідок візиту Павла Скоропадського до Німеччини Українська Держава здобула підтримку Німецької імперії в ряді питань, через що гетьману вдалося домогтися визнання Центральними державами Криму частиною України, створити українське військо у складі 8 армійських корпусів, здобути підтримку в питаннях приєднання Кубані, Бессарабії, Буковини та розширення кордонів України на північ і схід. Також гетьману вдалося продовжити співпрацю з Центральними державами, поки вони не були ліквідовані тамтешніми революціями, які почалися внаслідок їхньої поразки у Першій світовій війні наприкінці 1918 року.
Візит Павла Скоропадського до Німеччини став його єдиним закордонним візитом на посаді гетьмана, першим закордонним візитом глави української держави в новітній історії та останнім візитом іноземного лідера до Німецької імперії. Вважається найбільшим проявом українсько-німецьких відносин в роки українських визвольних змагань початку XX століття.

## Передумови
29 квітня 1918 року у Києві відбувся збройний переворот. У ніч з 29 на 30 квітня прихильники Павла Скоропадського захопили владу в Україні. Після цього Павло Скоропадський проголосив себе гетьманом України, а замість Української Народної Республіки з'явилася Українська Держава.
Гетьман Павло Скоропадський проводив внутрішні реформи та свою зовнішню політику. Головою (отаманом) Ради міністрів при Павлі Скоропадському був Федір Лизогуб. Микола Василенко тимчасово виконував обов'язки міністра закордонних справ Української Держави, пізніше його замінив Дмитро Дорошенко. З допомогою Федора Лизогуба та міністрів закордонних справ Павло Скоропадський здійснював свою зовнішню політику, яка характеризувалася підтримкою Центральних держав та боротьбою за міжнародне визнання України під його владою.
Одним з основних питань зовнішньої політики Павла Скоропадського було встановлення міжнародно визнаних кордонів Української Держави. Західні і північні кордони держави встановлювалися Брест-Литовським миром, підписаним представниками УНР до гетьманського перевороту. Невизначеними були питання щодо північно-східних та східних кордонів. У переговорах з більшовиками Павло Скоропадський потребував підтримки союзників.
Стояло й питання щодо Криму. Між Українською Державою та Першим Кримським крайовим урядом Сулеймана Сулькевича відбувалися переговори щодо кримсько-української митної війни, розпочатої Українською Державою. Після невдалих переговорів голова кримської делегації, міністр фінансів граф Володимир Татищев та міністр закордонних справ Джафер Сейдамет поїхали до Берліна для переговорів з німецьким урядом про подальшу підтримку уряду.
Наприкінці літа — на початку осені 1918 року ставало зрозуміло, що Центральні держави зазнають поразки у Першій світовій війні. У таких умовах Україні знадобилася ще більша підтримка Німецької імперії.

## Перед візитом

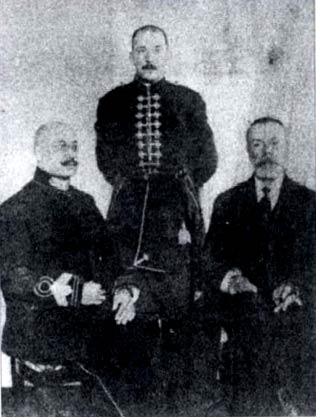
Українська дипломатична місія у Берліні в серпні 1918 року. Зліва направо: Олександр Палтов, Василь Кочубей та Федір Лизогуб

17 серпня 1918 року гетьман Павло Скоропадський відправив до Берліна для переговорів з Німецькою імперією отамана Ради міністрів Федора Лизогуба, дипломата й заступника міністра закордонних справ Олександра Палтова та особистого ад'ютанта Василя Кочубея. Делегація провела кілька зустрічей з державним секретарем закордонних справ Німецької імперії Паулем фон Гінце. Основними темами обговорення були торговельно-економічні, політичні питання (ратифікація Брест-Литовського миру, холмська, донська, бесарабські й кримська проблеми), створення українського війська та передача Німеччиною Україні Чорноморського флоту. Делегація мала успіхи у розв'язанні питання ратифікації Брест-Литовського миру, економічних питань. Проте делегацією деякі питання не були вирішені, зокрема останні, які стосуються війська, через що німецький імператор Вільгельм II запросив для особистої зустрічі до Берліна гетьмана Павла Скоропадського. Після цього в екстреному порядку розпочато підготовку візиту гетьмана України до Німеччини.
Напередодні візиту, 1 серпня, гетьман підписав «Тимчасовий Закон про Верховне Управління Державою на випадок смерти, тяжкої хвороби і перебування по-за межами держави Ясновельможного Пана Гетьмана всієї України», відповідно до якого на час перебування за межами держави або тяжкої хвороби Гетьмана Українською Державою правитиме Колегія Верховних Правителів, до складу якої входять три особи: по одного Верховного правителя призначають Гетьман, Державний Сенат та Рада Міністрів. Своїм Верховним правителем Павло Скоропадський призначив голову Ради Міністрів Федора Лизогуба. Пізніше Державний Сенат своїм Верховним правителем призначив Дмитра Носенка, а Рада Міністрів — Олександра Рогозу.

## Візит

### Подорож Павла Скоропадського
2 вересня 1918 року гетьман Скоропадський виїхав з Києва до Берліна.
Про візит гетьмана у Німеччину знали тільки представники делегації, що вже перебувала в Німеччині, та особистий представник імператора Німеччини в Україні Вернер фон Альвенслебен, оскільки візит готувався у таємниці. Із собою Павло Скоропадський до Німеччини взяв лише Олександра Палтова й ад'ютантів Гната Зеленевського та Абдула Західова.
3 вересня поїзд Павла Скоропадського прибув до Потсдама.
4 вересня 1918 року гетьман з усіма, хто його супроводжував, приїхав до Берліна. Там його поселили у готелі «Adlon». Розпочалися офіційні візити Павла Скоропадського у Берліні. Разом з Олександром Палтовим, Гнатом Зеленевським, А. Західовим та послом у Німеччині Федором Штейнгелем гетьман відвідав державного секретаря Німецької імперії графа Пауля фон Гінце та його заступника графа фон дем Буше-Гадденгаузена. Пізніше гетьман зустрівся з райхсканцлером графом Георгом фон Гертлінгом. Увечері того ж дня відбулася дипломатична вечеря між райхсканцлером та гетьманом разом з іншими почесними особами.

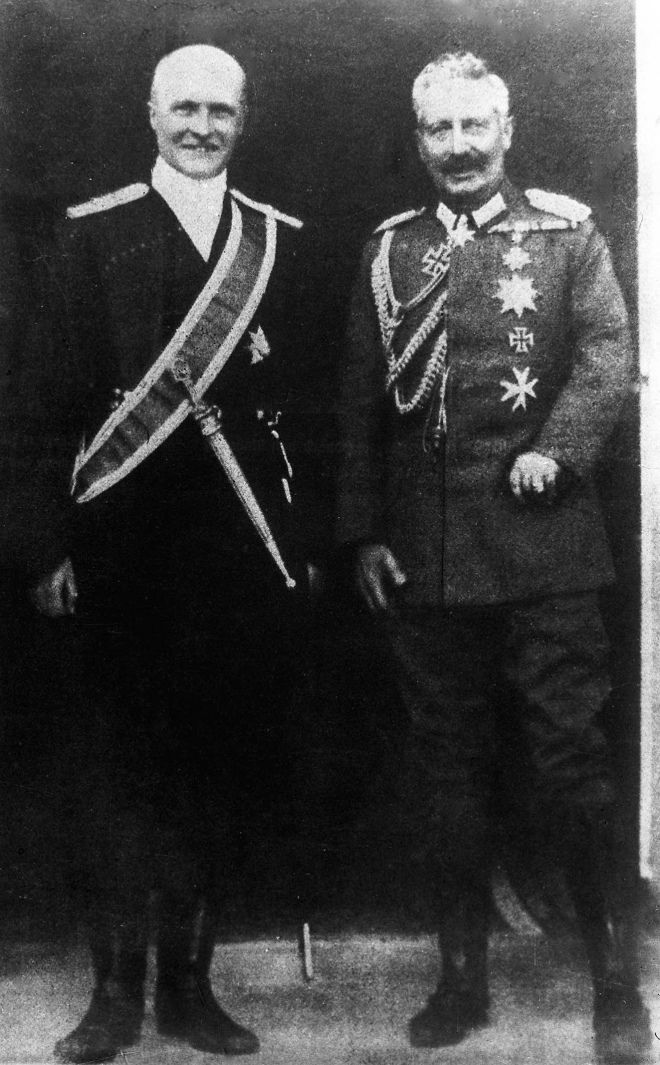
Гетьман Скоропадський в перев'язі ордена Червоного Орла та імператор Вільгельм II в Касселі

5 вересня 1918 року Павло Скоропадський відвідав Кассельську картинну галерею, після чого вирушив у палац на пагорбі Вільгельма за 6 км від Касселя, де в той час перебував німецький імператор Вільгельм II. Гетьман близько години спілкувався з Вільгельмом II наодинці. Скоропадський описав розмову так:
|  | Мене було попереджено, що з імператором не варто говорити про справи, позаяк на даний час це жодного значення не буде мати. Я це взяв до уваги і зовсім не намагався говорити про ті питання, які мене на той час цікавили. Розмова спершу крутилася довкола питання про здоров'я імператриці, яка хворіла і допіру одужала, потім перейшли на теми про мою колишню діяльність та війну, причому він [Вільгельм II] згадував кількох генералів та чиновних осіб, яких він знав у Росії за часів свого тамтешнього перебування. |

Під час зустрічі кайзера з гетьманом та делегатами Павлові Скоропадському було вручено Орден Червоного орла; іншим українським делегатам також були вручені німецькі ордени. Після вручення орденів відбувся дипломатичний сніданок, на якому імператор та гетьман виголосили свої промови. Імператор Вільгельм II під час промови говорив німецькою мовою, а Павло Скоропадський — українською. Пізніше їхні промови були опубліковані у засобах масової інформації.
|                                      | Пане Гетьман! Припала мені велика честь вітати в Німеччині Вашу Ясність, як покликаного заступника українського народу і його правительства і я хотів би дати вираз мойого живого вдоволення, що дружні взаємовідносини між Україною і Німецькою державою наслідком сих відвідин одержують видиме потвердженнє. Наслідком роботи Антанти накинена світови і мимо признаної неосягаємости їх воєнних цілей в злочиннім божевіллю продовжувана кровава війна завдала також і Україні важкі рани. Коли по освободженню народніх сил, Українці, поневолені в російській царській імперії, нав’язуючи до своєї ставної історії проголосили себе окремою державою і звернулися до Німеччини з просьбою аби вона помогла їм в уладженню їх держави, подав я радо руку, аби дати їм бажану допомогу. Моє правительство і правительства моїх високих союзників перейняли завданнє створити Україні міжнародно правні основи для її державного значіння і наші армії помагали в сім, аби в краю, завести супокій від якого охороною могла би розпочатися будова держави. Взнесені і підперті широкою масою українського хліборобства і люблячого лад міщанства розпочали відтак Ваша Ясність з оглядністю і силою будову України до новоупорядкованого державного твору, і створивши права і закони поклали основи волі і ладу. Міщанин може на будуче без перешкоди віддатися свойому заняттю, а хлібороб управляти свою рілю і збирати плоди своєї праці. Богато ще належить зробити. Але вже тепер зробили Українці під діяльним проводом Вашої Ясности далеку дорогу внутрішнього закріплення і забезпечили собі тим самим основи будучого розвитку. А що при сім, наслідком обопільної праці перебуваючих на Україні німецьких війск і урядників з українськими властями між нашими обома народами що раз більше зачинають розвиватися відносини обопільного довіря, – се справляє мені особливу радість. Позвольте мені Ваша Ясности висказати мою тверду надію, що політичні і господарські взаємини між Німеччиною і Україною, які є покликані до взаїмного доповнювання себе, будуть все краще розвиватися. Його Ясність Гетьман, ура! |
| — Вільгельм II, імператор Німеччини, | |

|                                               | Ваша цісарська і королівська Величности! 3 чувством глибокої вдячности вислухав я ласкаві слова, які Ваша Величність зволили до мене звернути. Сі слова найдуть в цілій Україні вдячний відгук. В страшних терпіннях, які повстали наслідком теперішньої війни, як ясні зорі будучого мира пробудилися національні чувства дотепер поневолених народів. При могутній допомозі німецької держави та її високих союзників осягнув український нарід міжнародно-правні основи для його державної незалежности і самостійности. Будова сеї нової держави вимагає від мене і моїх співробітників найбільших зусиль. Найласкавійше приняттє, яке дали мені Ваша Величність, вважатиме цілий український нарід доказом добразичливости Вашої Величности для молодої України, воно додасть нам сили перевести важні завдання, які нас ще ждуть. Враз в Вашою Величністю можу висказати тверду надію, що політичні і господарські взаємини між могучою німецькою державою і Україною, які вже так щасливо розпочалися, будуть все поглиблятися на добро обох народів. Іменем вдячного українського народу, як гетьман всієї України підношу чарку на здоровлє Вашої цісарської і королівської Величности і на славну будуччину хороброго і вірного німецького народу. Його Величність німецький цісар, ура! |
| — Павло Скоропадський, Гетьман всієї України, | |

Після дипломатичного сніданку імператор з гетьманом та всіма присутніми вийшли на ґанок палацу. Після розмови з гетьманом Вільгельм II спілкувався з Олександром Палтовим та Гнатом Зеленевським.
Увечері того ж дня відбулася дипломатична вечеря у Ганновері.
6 вересня гетьман відвідав імператорську оперу в Берліні.
8 вересня Павло Скоропадський побував у Спа, де розташовувалася Ставка верховного командування німецької армії. Там він відвідав фельмаршала Пауля фон Гінденбурга та генерала Еріха Людендорфа. Разом з ними він обговорив деякі питання, які стосувалися створення української армії, і отримав від генералів повну підтримку. Пізніше він відвідав заводи Густава Круппа у Ессені. Увечері того ж дня гетьман перебував у Кельні.

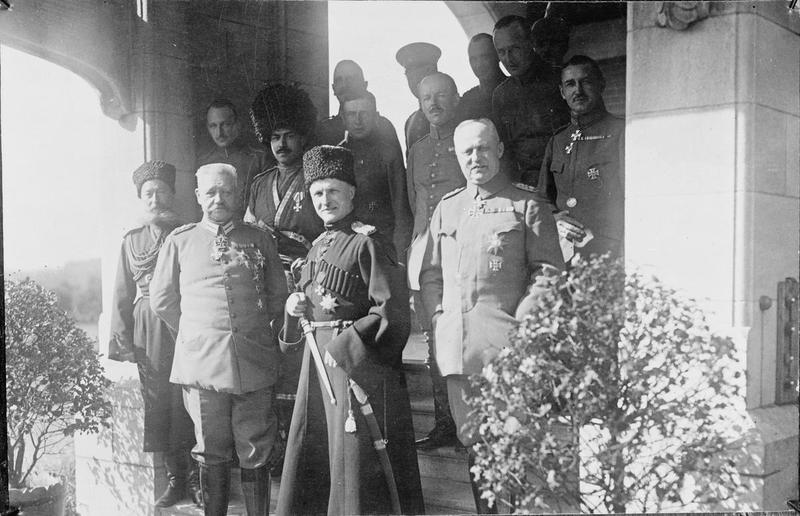
Павло Скоропадський (передній план, посередині) з Паулем фон Гінденбургом (передній план, ліворуч) та Еріхом Людендорфом (передній план, праворуч). Спа, 8 вересня 1918

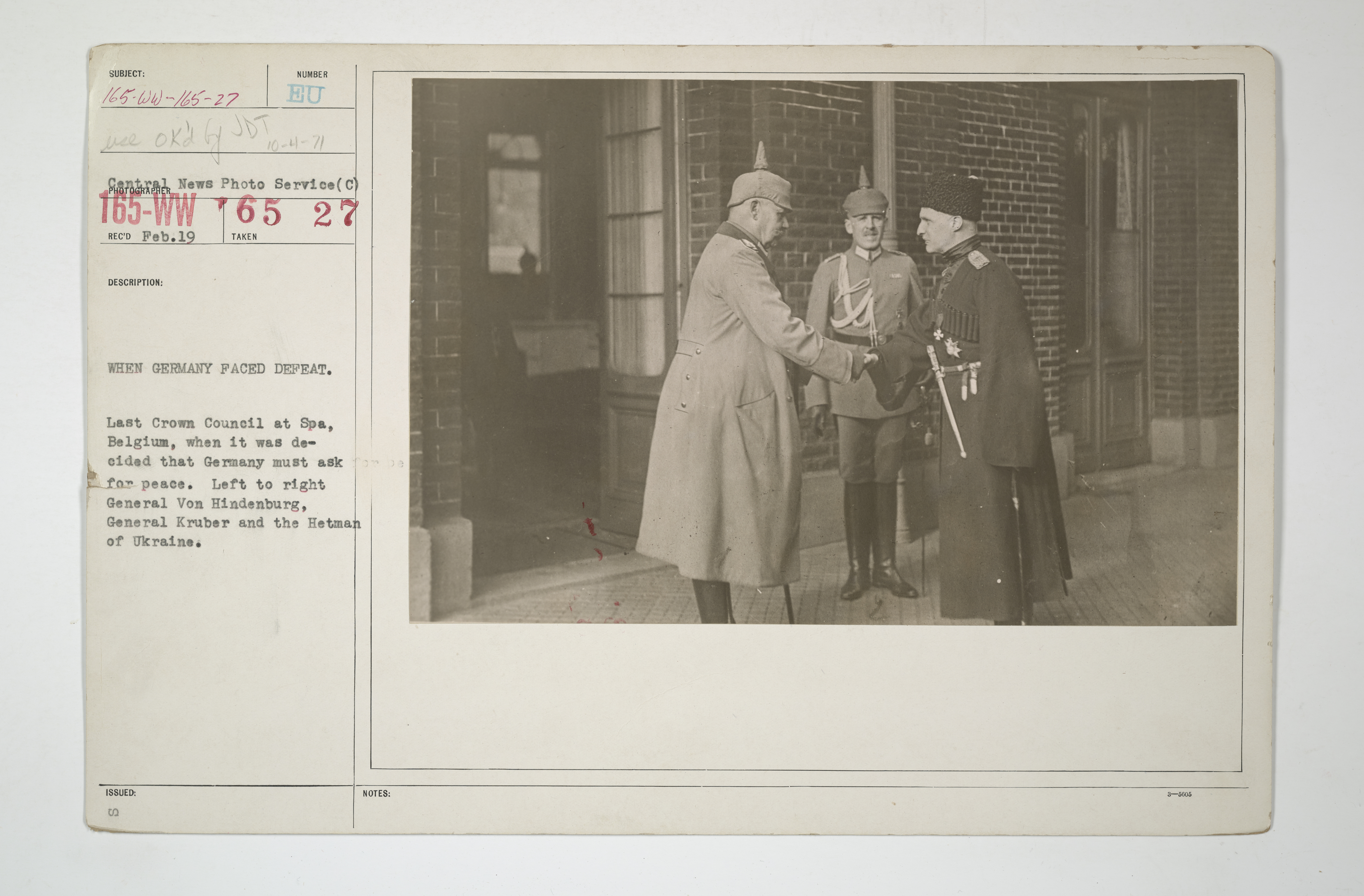
Американська листівка часів Першої світової війни. Напис на листівці: «КОЛИ НІМЕЧЧИНА ЗАЗНАЛА ПОРАЗКИ. Остання коронна нарада у Спа, Бельгія, коли було вирішено, що Німеччина має просити миру. Зліва направо: генерал фон Гінденбург, генерал Крюбер, гетьман України» (WHEN GERMANY PACED DEFEAT. Last crown council at Spa, Belgium, when it was decided that Germany must ask for peace. Left to right General Von Hindenburg, General Kruber and the Hetman of Ukraine)

9 вересня гетьман України повернувся до Берліна, де зустрівся у палаці імператора з Паулем фон Гінденбургом та Еріхом Людендорфом. Також гетьман зустрівся із Володимиром Татищевим — міністром фінансів Кримського крайового уряду, з яким обговорив питання Криму.
10 вересня Павло Скоропадський за пропозицією німецької сторони побував у Кілі — головній базі військово-морського флоту Німеччини. Там гетьман зустрівся з принцом Генріхом Прусським — братом імператора Вільгельма II. Наступного дня, 11 вересня, Павло Скоропадський оглянув флотські майстерні, завітав до Кільського порту, побував на Кільському каналі. Гетьман згадував:
|  | Мені запропонували поїхати до Кіля. Потреби не було жодної, але оскільки вже це було запропоновано, я вирішив, що відмовлятися не варто, тим паче, що там був принц Генріх Прусський, брат імператора... У Кілі мене дуже урочисто зустріли, на станції було виставлено варту, зустрічало мене головне начальство. Я поїхав негайно до принца Генріха, який чекав на мене у своєму палаці. Після представлення я разом із принцом поїхав до Морського Зібрання, де відбувся обід... Усе мало відбиток офіційний. Розмови були цілком загальні... Я їздив на підводному човні, причому він маневрував і занурювався на глибину. Мені, що ніколи не бачив цього, усе здавалося дуже цікавим. О першій відбувся сніданок у офіцерській школі, на якому був присутній також принц. Тут було все, як зазвичай буває в офіцерських зібраннях. Після цього під звуки "Ще не вмерла Україна" я перейшов на пароплав, і мене познайомили із Кільським каналом. |

12 вересня гетьман повернувся в Берлін. У своєму номері в готелі «Adlon» він пообідав з Вільгельмом Ґренером та Альфонсом Муммом фон Шварценштайном. Пізніше вони відвідали імператорську оперу. Ввечері того ж дня Павло Скоропадський вирушив поїздом до Києва.
17 вересня Павло Скоропадський повернувся до Гетьманського палацу в Києві.

### Переговори
Під час подорожі Павла Скоропадського Німеччиною в Берліні перебував заступник міністра закордонних справ Української Держави Олександр Палтов. У столиці Німецької імперії він займався вирішенням важливих для України питань, зокрема питання Криму, впливу внутрішньо-політичної ситуації в Німеччині на Україну та інше. Олександр Палтов мав за місію від гетьмана познайомитися з керівниками соціал-демократичних партій Німеччини. Гетьман Павло Скоропадський так оцінив цю місію Палтова:
|  | ...я хотів, аби він перезнайомився з усіма соціалістичними вождями й мені повідомив свої враження. Палтов щодо цього дуже зле виконав своє завдання: я хотів, аби він побачився з різним панством і вказав би мені, з ким з них бажано було б зустрітися. |

Гетьман Скоропадський під час подорожі також брав участь у переговорах. 8 вересня у Спа з генералами фон Гінденбургом та Людендорфом він домовився про:
- розміщення в Україні Південної та Астраханської армій, які боролися проти більшовизму;
- передачу Україні полонених Німеччиною під час Першої світової війни солдатів Російської імперії, які походили з України.

Під час зустрічі з Володимиром Татищевим, міністром фінансів Першого Кримського крайового уряду, Павло Скоропадський здобув підтримку в питанні приєднання до України Криму. Так гетьман описав свою зустріч:
|  | Що ж до Криму, то знаменитий граф Татіщев виявився все ще в Берліні... Через які обставини, я вже не знаю, але граф Татіщев, як виглядало, цілковито змінив свої погляди на кримське питання. Він гадав, що злиття Криму з Україною є цілком можливе, але вважав, що це злиття має статися лише після того, як ми скасуємо той бойкот, котрий було нами оголошено кримському урядові. На яких умовах Україна мала з'єднатися з Кримом, у графа Татищева виходило незрозуміло, у всякому разі, мою владу визнавалася. |

Переговори відбувалися й з економічних питань. Зокрема, 10 вересня в Києві було підписано Економічну угоду з Німецькою та Австро-Угорською імперіями.

## Наслідки
Візит гетьмана Павла Скоропадського до Німеччини позитивно вплинув на відносини між Україною та Центральними державами. Пом'якшилося ставлення німецьких генералів на фронтах Першої світової війни до гетьмана. Генерал Гюнтер фон Кірхбах, що раніше вважав кращим перебувати у Вільнюсі, перейшов до Києва та вважав себе за підлеглого Ясновельможного пана Гетьмана всієї України. Так само повівся начальник штабу генерал-лейтенант Вільгельм Ґренер.
Поїздка гетьмана у Німеччину вплинула і на політичне становище Української Держави. Скоропадський отримав згоду на формування української армії в складі восьми армійських корпусів, що дало би поштовх до створення потужного українського національного війська. Також до Збройних сил Української Держави приєднали кораблі Чорноморського флоту колишньої Російської імперії.
Активно обговорювалося кримське питання. Крим, який німецькі війська захопили під час Кримської операції за кілька днів до гетьманського перевороту, остаточно погодилися передати під владу Української Держави. Під час зустрічі з представником Кримського крайового уряду Володимиром Татищевим 9 вересня у Берліні Павло Скоропадський домовився про проведення переговорів крайового уряду Криму з урядом України за умови припинення «митної війни». Переговори відбулися наприкінці вересня 1918 року, проте були неуспішними.
Також Німеччина зголосилася підтримати Українську Державу в інших питаннях, зокрема щодо кордонів з Білоруською Народною Республікою та РСФРР, приєднання Бессарабії, Буковини та Кубані. 10 вересня, під час перебування Скоропадського у Кілі, в Києві підписали Фінансову Угоду з Німеччиною та Австро-Угорщиною. Гетьман Скоропадський так оцінював результати свого візиту у щоденникові:
|  | Подорож мою дуже критикували численні кола, інші, навпаки, її схвалювали. Я гадаю, що вона ні схвалення, ні осуду в ділових людей не мала викликати. Я поїхав тому, що не міг інакше зробити багато чого з того, що було необхідно зробити негайно після повернення. Дозвіл на це я міг дістати тільки в Берліні, і я його там дістав. Українці були вельми задоволені, вони цю подорож також переоцінили і вважали, що тепер Україна стала міцною державою. На той час усі партії сходилися на Гетьманстві, натомість деякі російські кола бачили в моїй поїздці тяжкий злочин. |

Візит Скоропадського до Німеччини підтвердив міцні стосунки України та Центральних держав, що негативно вплинуло на відносини з Антантою. У зв'язку з цим, під час антигетьманського перевороту в грудні 1918 року Антанта жодним чином не підтримала його.
Попри усі позитивні зрушення, які відбулися в українсько-німецьких відносинах, ніщо з домовленого під час візиту не вдалося реалізувати через поразку Центральних держав у Першій світовій війні та повалення гетьманату в грудні 1918 року.
Візит вплинув і на особистість Павла Скоропадського. Повернувшись до Києва, він розширив свій титул з простого «Гетьман України» до «Його світлість Ясновельможний пан Гетьман всієї України», як його титулував імператор Вільгельм II. Начальник генерального Штабу Української Держави Борис Стеллецький писав про це:
|  | Він ніби відчув ґрунт під ногами, він перестав бути тією простою і працьовитою людиною, якою був до цих пір. Влада й шана стали йому крутити голову, він за всією вірогідністю почав вірити у свій розум і силу, а головне непогрішимість... Повернувшись „Світлістю” з поїздки в Берлін, він перестав цікавитися з тією дошкульністю, як це робив раніше, поточними справами. |

Володимир Винниченко занотував:
|  | Особливо після повороту з Берліну, де йому подавав руку сам Вільгельм, у його слинявій душі міцно загніздилось переконання в своїй особливій місії на Україні. |

Гетьман відчув себе політиком та монархом європейського рівня, що дало йому занадто великої впевнености.